# بوبر ریز جلگه‌ای

بوبر ریز جلگه‌ای یا بوبر ریز دشتی (نام علمی: Phyllastrephus debilis) نام یک گونه از سرده بوبرهای اصلی است.